# Centre Marista d'Escoltes
Centre Marista d'Escoltes (CMS) és una federació d'agrupaments escoltes de Catalunya creada el 1977, no reconeguda internacionalment ni per la WAGGGS ni per la WOSM. Aquesta és una entitat educativa formada per agrupaments dels col·legis Maristes de Catalunya.

## Agrupaments
Aquesta federació està formada per 8 agrupaments:
| Agrupament                    | Localitat | Seu                      |
| ----------------------------- | --------- | ------------------------ |
| Agrupament Escolta Albada     | Rubí      | Maristes Rubí            |
| Agrupament Escolta Arrels     | Girona    |                          |
| Agrupament Escolta Champagnat | Barcelona | Maristes La Immaculada   |
| Agrupament Escolta Garbí      | Lleida    | Maristes Montserrat      |
| Agrupament escolta La Soca    | Mataró    | Maristes Valldemia       |
| Agrupament Escolta Montserrat | Barcelona | Maristes Sants-Les Corts |
| Agrupament Escolta Torxa      | Igualada  |                          |
| Grup Escolta Champagnat       | Badalona  |                          |

L'any 1977 es va crear el Centre Marista d'Escoltes i el Club de Montaña canvià el nom i va passar a anomenar-se Centre Escolta Maristes Igualada (CEMI). També es va editar el llibre "Un riu anomenat Anoia". Durant aquesta dècada es van crear les branques de Castors i els Ròvers.
La dècada de 1990 va representar un període d'estabilitat per a l'agrupament amb un nombre d'escoltes situat entre els 70 i 90 nens i nenes. Posteriorment es va ampliar el local amb la incorporació del 1r pis i es va editar el llibre Anoia, terra de camins, guanyador del segon premi en la modalitat "En la millora de l'entorn natural" del certamen Jaume Ciurana (2001). Finalment, el cau va inaugurar les noves instal·lacions al carrer del Bruc núm. 9 d'Igualada i va deixar definitivament les que tenia al carrer sant Roc.